# Гуро, Елена Генриховна
Еле́на (Элеоно́ра) Ге́нриховна Гуро́, в браке Матюшина (18 [30] мая 1877 или 30 мая 1877, Санкт-Петербург — 23 апреля [6 мая] 1913, 6 мая 1913 или 23 апреля 1913, Уусикиркко, Страндаский уезд) — русская поэтесса, прозаик и художница.

## Биография

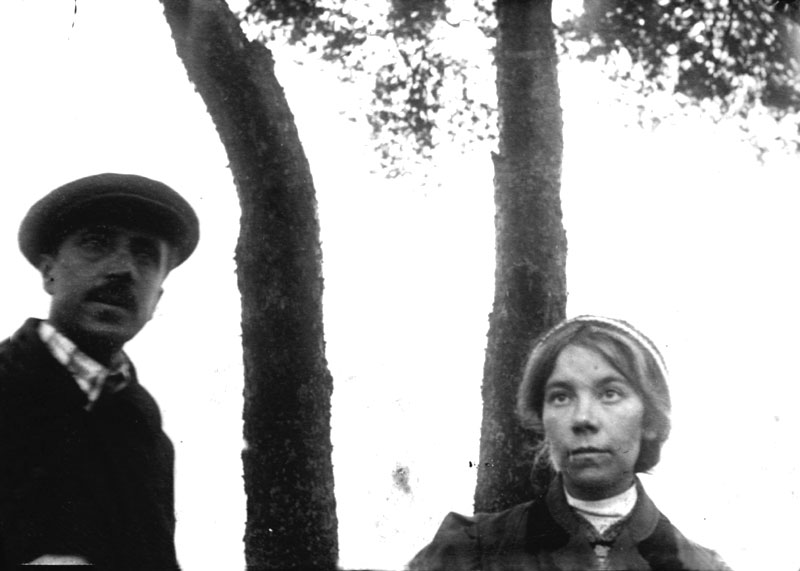
Михаил Матюшин и Елена Гуро

Род Гуро (фр. Gouraud) происходит от онемеченных французских протестантов—гугенотов. Отец, Генрих Степанович Гуро (1835—1907) — генерал от инфантерии. Скончался и был похоронен в селе Заклинье Лужского уезда Санкт-Петербургской губернии (ныне — Лужский район Ленинградской области) вместе с супругой, Анной Михайловной (ум. 7 мая 1906), урождённой Чистяковой. Дед по матери — педагог и детский литератор, издатель «Журнала для детей» Михаил Борисович Чистяков; бабушка — Софья Афанасьевна Чистякова. Cестра художницы, Екатерина Генриховна, в браке Низен.
В 1880-е годы семья Гуро поселилась недалеко от Пскова, в имении Почины, где проводила каждое лето, половину года и только на зиму семейство приезжало в Санкт-Петербург.
Елена Гуро получила домашнее художественное образование. Занималась живописью в мастерской Я. Ф. Ционглинского, где познакомилась с будущим мужем, музыкантом и художником-авангардистом Михаилом Матюшиным, одним из ключевых деятелей русского футуризма. В 1904 году (или в 1906) они поженились.
В 1906—1907 годах брала уроки живописи у Л. С. Бакста и М. В. Добужинского.
В 1909 году издала первую книгу рассказов, стихов и пьес «Шарманка»; тираж при жизни Гуро остался нераспроданным, и оставшиеся экземпляры поступили повторно в продажу после её смерти. К книге сочувственно отнеслись Вячеслав Иванов, Лев Шестов, Алексей Ремизов и Александр Блок, с которым Гуро была знакома лично (иллюстрировала его стихи в альманахе «Прибой») и который проявлял к её творчеству и личности постоянный интерес.

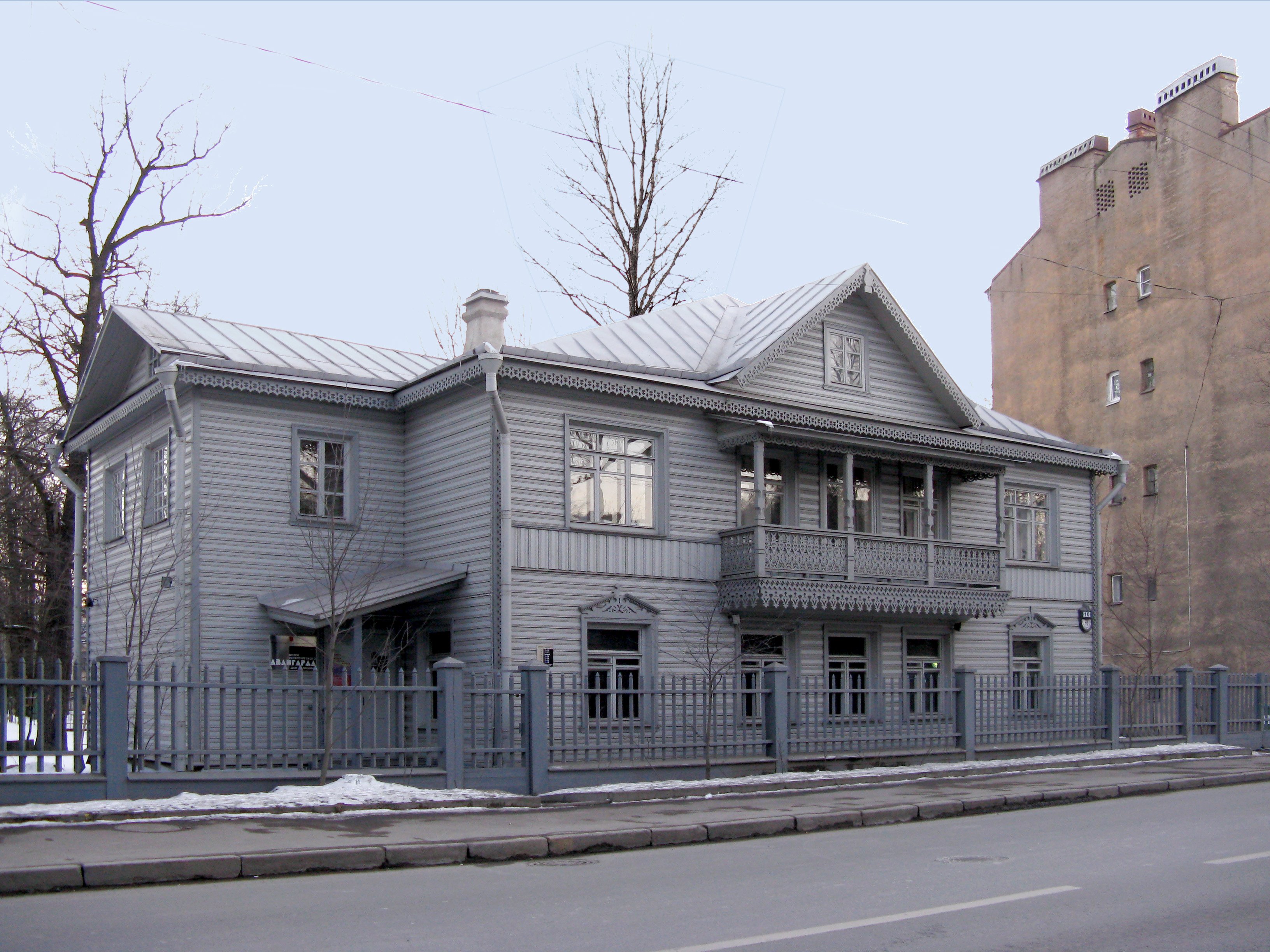
Дом Матюшина

В 1908—1910 годах Гуро и Матюшин входят в складывающийся круг русских кубофутуристов-«будетлян» (Давид Бурлюк, Василий Каменский, Велимир Хлебников), собиравшихся в доме Матюшиных на Песочной улице в Санкт-Петербурге (ныне Музей петербургского авангарда на улице Профессора Попова, Петроградская сторона). Там основывается издательство «Журавль», в 1910 году выходит первый сборник кубофутуристов «Садок судей», где участвует и Гуро. В 1910—1913 годах она активно выступает и как художница на выставках левого «Союза молодёжи» и т. п.
В 1912 году Елена Гуро выпускает второй сборник «Осенний сон» (положительная рецензия Вяч. Иванова), включающий одноимённую пьесу, ряд фрагментов и иллюстрации автора. Наиболее известная её книга, состоящая в основном из стихотворений, но включающая дневниковые фрагменты — «Небесные верблюжата» (1914) — вышла посмертно. Творчество Гуро вызывало сочувственный отклик самых разных критиков, в том числе отрицательно настроенных к футуризму (так, Владислав Ходасевич противопоставлял её остальным футуристам).
Умерла от лейкемии 23 апреля (6 мая) 1913 года на своей даче в местечке Уусикиркко на Карельском перешейке (ныне посёлок Поляны Выборгского района Ленинградской области). Похоронили её там же, на финском кладбище; могила не сохранилась. Её памяти футуристы посвятили сборник «Трое» (1913; в книгу вошли стихи Хлебникова и Алексея Кручёных, а также посмертные публикации самой Гуро). Среди молодых петроградских поэтов в 1910-е годы поддерживался культ Гуро, существовало посвящённое ей издательство «Дом на Песочной» (продолжавшее «Журавль»).

## Творчество

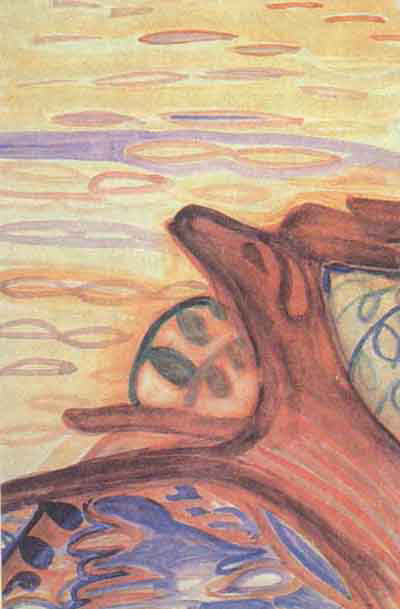
Елена Гуро, Олень, ок. 1908—1909

Для творчества Гуро характерен синкретизм живописи, поэзии и прозы, импрессионистическое восприятие жизни, поэтика лаконического лирического фрагмента (влияние Ремизова, «симфоний» Андрея Белого, «стихотворений в прозе» Бодлера и связанной с ним традиции), свободный стих, эксперименты с заумью («Финляндия»). Излюбленные тематики: материнство (в ряде стихотворений отражена тоска по умершему сыну «Вильгельму Нотенбергу», которого на самом деле не было), распространяющееся на весь мир, пантеистическое ощущение природы, проклятие городу, в некоторых стихотворениях социальные мотивы.
Поэзия Гуро связана с Финляндией, где она подолгу жила. Одноимённое «заумное» стихотворение («Финляндия», 1913) построено на фонетической стилизации финской речи. Стихотворение Гуро «Финская мелодия» посвящено «несравненному сыну его родины», известному финскому певцу того времени Паси Яаскеляйнену (фин. Pasi Jääskeläinen). Вторая же часть стихотворения, «Не плачь, мать родная», по-видимому, была навеяна одноимённым стихотворением финского поэта Яакко Ютейни.
Интерес к Гуро пробудился благодаря работе Владимира Маркова «Русский футуризм» (1968); в 1988 году в Стокгольме издан её сборник «Selected prose and poetry», в 1995 году там же — неизданные произведения из архивов, а в 1996 в Беркли, Калифорния — «Сочинения». В России изданы два сборника избранного с одинаковым названием «Небесные верблюжата»: в Ростове-на-Дону в 1993 и в Петербурге в издательстве «Лимбус Пресс» в 2002 году, кроме того, в Санкт-Петербурге вышли сборники «Из записных книжек» (1997) и «Жил на свете рыцарь бедный» (1999).
Творчеству Гуро посвящено большое количество исследований в России и за рубежом.
Архив Е. Г. Гуро хранится в РГАЛИ (фонд 134).

## Библиография

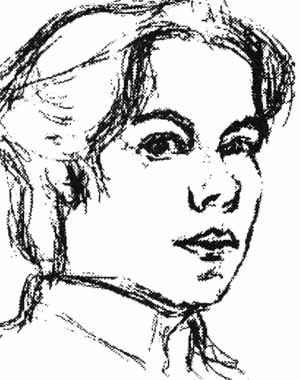
Автопортрет Елены Гуро. 1909

## Работы находятся в собраниях
- Третьяковская галерея, Москва
- Русский музей, Санкт-Петербург
- Музей истории Санкт-Петербурга
- Музей изобразительных искусств имени А.С. Пушкина, Москва
- Государственный музей В. В. Маяковского
- Музей Органической Культуры, Коломна